# Gauliga Westfalen 1941/42
Die Gauliga Westfalen 1941/42 war die neunte Spielzeit der Gauliga Westfalen im Fußball. Die Meisterschaft sicherte sich der FC Schalke 04 mit acht Punkten Vorsprung auf Borussia Dortmund. Schalke qualifizierte sich für die Endrunde um die deutsche Meisterschaft, wo sie durch einen 2:0-Finalsieg über Vienna Wien die Meisterschaft gewinnen konnten. Die Abstiegsränge belegten die SpVgg Herten und der VfB 03 Bielefeld. Aus den Bezirksligen stiegen Arminia Marten und der STV Horst-Emscher auf. Der 13:4-Sieg von Arminia Bielefeld beim VfL Altenbögge war die torreichste Begegnung der Gauligageschichte. Gelsenguß Gelsenkirchen trat ab der Saison 1942/43 unter dem Namen Alemannia Gelsenkirchen an.

## Abschlusstabelle
| Pl. | Verein                  | Sp. | S  | U | N  | Tore    | Quote | Punkte |
| --- | ----------------------- | --- | -- | - | -- | ------- | ----- | ------ |
| 1.  | FC Schalke 04 (M)       | 18  | 15 | 2 | 1  | 093:100 | 9,30  | 32:40  |
| 2.  | Borussia Dortmund       | 18  | 11 | 2 | 5  | 058:380 | 1,53  | 24:12  |
| 3.  | VfL Bochum              | 18  | 9  | 2 | 7  | 030:270 | 1,11  | 20:16  |
| 4.  | Gelsenguß Gelsenkirchen | 18  | 7  | 5 | 6  | 037:350 | 1,06  | 19:17  |
| 5.  | VfL Altenbögge (N)      | 18  | 9  | 1 | 8  | 049:530 | 0,92  | 19:17  |
| 6.  | Arminia Bielefeld       | 18  | 8  | 3 | 7  | 044:480 | 0,92  | 19:17  |
| 7.  | Westfalia Herne         | 18  | 7  | 3 | 8  | 026:320 | 0,81  | 17:19  |
| 8.  | SpVgg Röhlinghausen     | 18  | 4  | 4 | 10 | 020:440 | 0,45  | 12:24  |
| 9.  | SpVgg Herten (N)        | 18  | 5  | 2 | 11 | 024:540 | 0,44  | 12:24  |
| 10. | VfB 03 Bielefeld        | 18  | 3  | 0 | 15 | 020:600 | 0,33  | 06:30  |

| (M) | Titelverteidiger               |
| (N) | Aufsteiger aus der Bezirksliga |

## Aufstiegsrunde

### Gruppe I
| Platz | Verein             | Spiele | Tore  | Quote | Punkte |
| ----- | ------------------ | ------ | ----- | ----- | ------ |
| 1.    | Arminia Marten     | 6      | 19:14 | 1,36  | 8:4    |
| 2.    | Preußen Bochum     | 6      | 11:80 | 1,38  | 8:4    |
| 3.    | Deutscher SC Hagen | 6      | 21:19 | 1,11  | 4:8    |
| 4.    | SV Olpe            | 6      | 15:25 | 0,60  | 4:8    |

### Gruppe II
| Platz | Verein             | Spiele | Tore  | Quote | Punkte |
| ----- | ------------------ | ------ | ----- | ----- | ------ |
| 1.    | STV Horst-Emscher  | 3      | 14:40 | 3,50  | 6:0    |
| 2.    | Preußen Münster    | 4      | 08:11 | 0,73  | 2:6    |
| 3.    | Teutonia Lippstadt | 3      | 04:11 | 0,36  | 2:4    |

Das Spiel Horst-Emscher gegen Lippstadt wurde nicht mehr ausgetragen.